# William Rufus Day
William Rufus Day (Ravenna, 17 aprile 1849 – Mackinac Island, 9 luglio 1923) è stato un politico e diplomatico statunitense.

## Biografia
Fu il trentaseiesimo Segretario di Stato degli Stati Uniti, sotto il presidente degli Stati Uniti d'America William McKinley (25º presidente).
Laureatosi all'università del Michigan nel 1870, si trasferì a Canton, Ohio, nel 1872, dove iniziò la professione forense. Per 25 anni lavorò come avvocato penalista e commerciale, occupandosi al contempo di politica nelle file del partito Repubblicano.
Diventato amico e consigliere di McKinley, il futuro presidente, lo assistette nella sua carriera politica.
Divenuto Presidente degli Stati Uniti, McKinley nominò Day Assistente Segretario di Stato sotto John Sherman. Sherman fu però in seguito considerato inefficace nel suo ruolo, e nell'aprile 1898 McKinley nominò al suo posto William Day.
Cinque mesi dopo, Day lasciò il suo ruolo di Segretario di Stato per assumere la presidenza della Commissione di Pace Statunitense, che doveva negoziare la fine della Guerra ispano-americana.
Nel 1903 fu nominato Giudice della Corte Suprema degli Stati Uniti.
Si ritirò dalla scena politica nel 1922, morendo poi l'anno seguente nell'isola Mackinac (Michigan). Il suo cadavere venne seppellito nel cimitero di West Lawn a Canton (Ohio).